# Luke and the Rural Roughnecks
Luke and the Rural Roughnecks é um curta-metragem norte-americano de 1916, do gênero comédia, estrelado por Harold Lloyd.

## Elenco

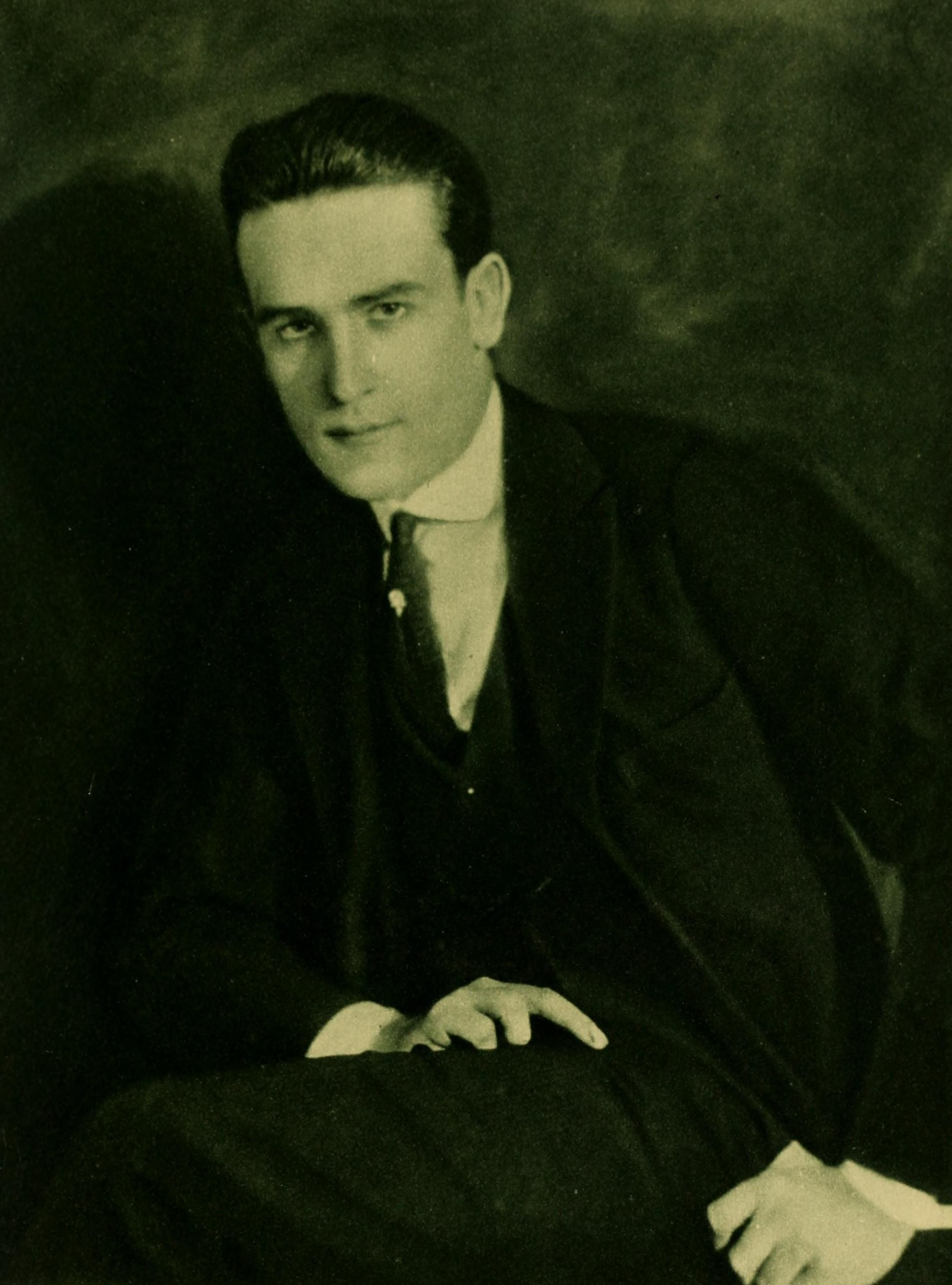
Harold Lloyd

- Harold Lloyd - Lonesome Luke
- Snub Pollard
- Earl Mohan
- Bebe Daniels